# Ramesa luridivitta
Ramesa luridivitta är en fjärilsart som beskrevs av George Francis Hampson 1893. Ramesa luridivitta ingår i släktet Ramesa och familjen tandspinnare. Inga underarter finns listade.